# Бандрув-Народовы

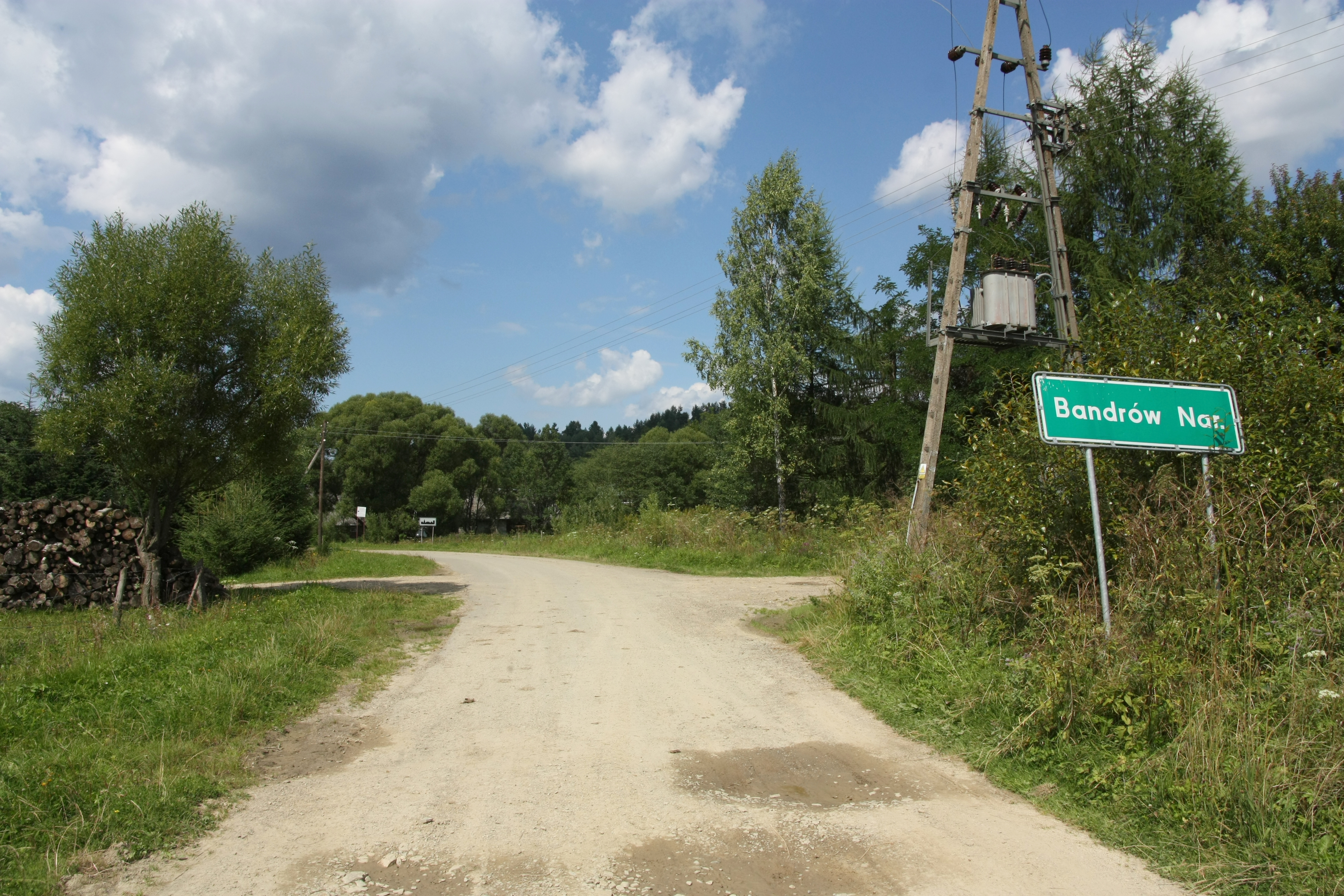

Ба́ндрув-Народо́вы (пол. Bandrów Narodowy) — деревня в Польше, входит в Подкарпатское воеводство, Бещадский повет, гмина Устшики-Дольне.
В 1939-1951 годах входила в состав Нижне-Устрицкого района, Дрогобычской области, УССР.
В 1975-1998 годах административно принадлежала к кросненскому воеводству.
Через деревню протекают речки Ясеник и Крулёвка. Бандрув лежит на дороге, идущей от Устишек-Дольных к границе. Первоначально это была дорога к деревне Мшанец, но сейчас последняя находиться уже за пределами территории Польши.
Бандрув является одним из старейших посёлков нефтяников на свете. Добыча нефти здесь существовала уже к 1884 году.

## История

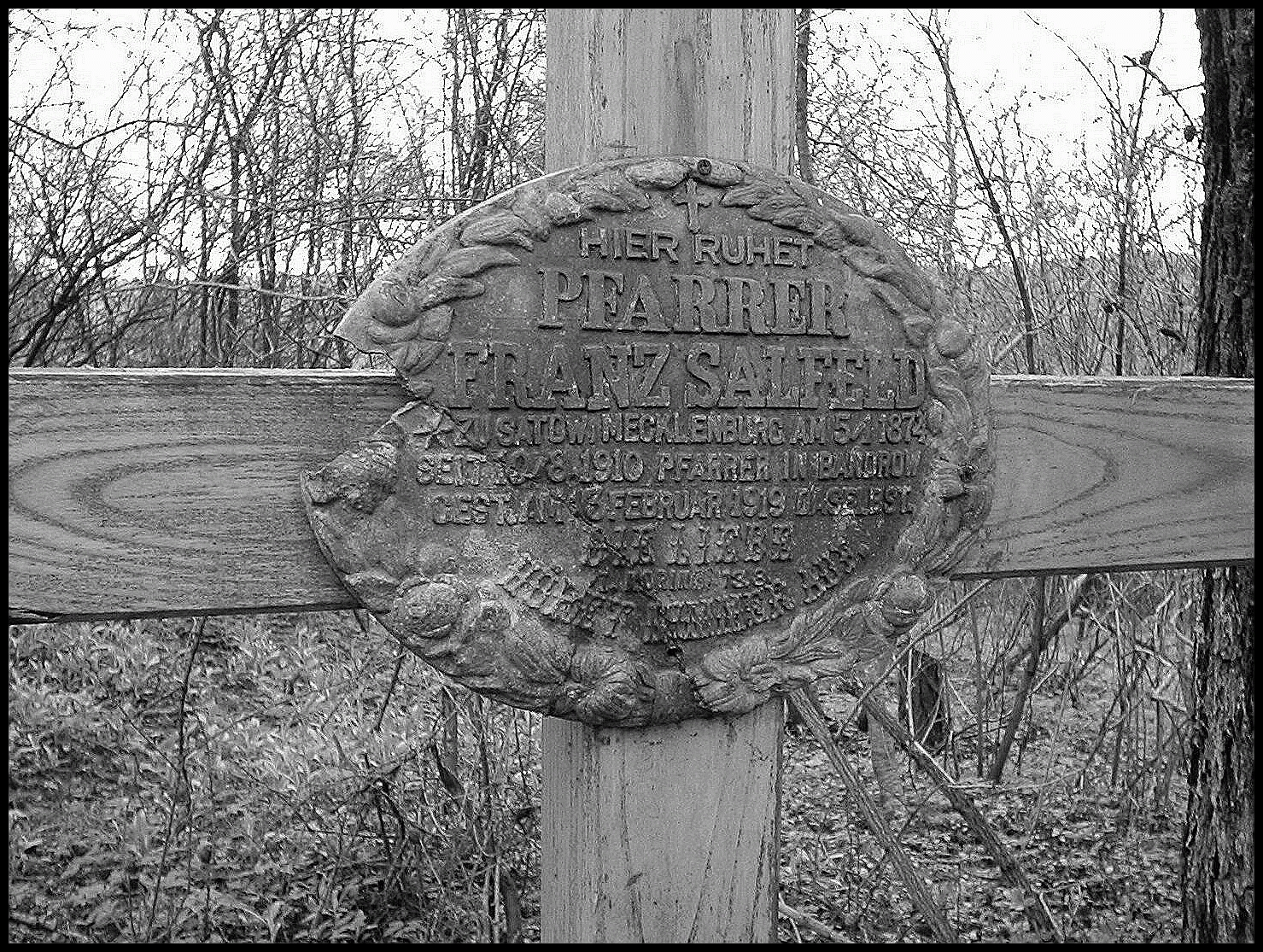

Деревня была основана по положениям валашского права, став королевским владением. В 1541 году была вывезена. В 1783 году, в рамках йозефинской колонизации, территории бывшей деревни были заселены немецкими колонистами. Немецкое поселение получило название Колония Бандрув. Оставшаяся часть деревни названа Бандрув Народовы.
В 1788 году построен деревянный евангелистский костёл, разобранный в 1860 году. На его месте (в нескольких метрах ниже) был возведён каменный храм.
В 1940 году немецкие колонисты были переселены в Германию. В 1944 из Бандрува выселена часть украинского населения, высланного в Сибирь. Оставшиеся украинцы были переселены в УССР, в соответствии с советско-польским договором об обмене территориями.

## Костёл св. Анджея Боболи

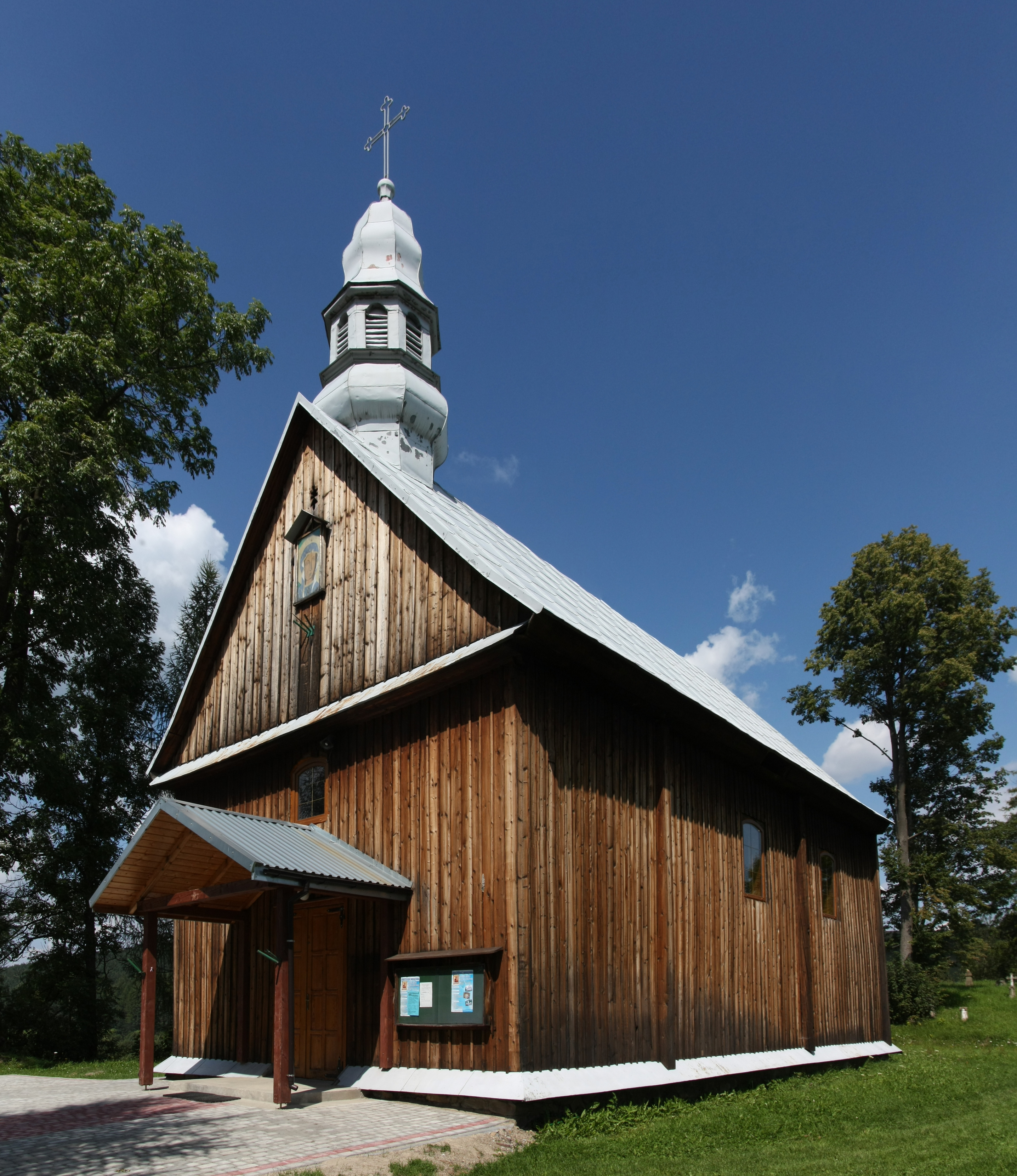

Костёл деревянный. Первоначально построен как греко-католическая церковь в 1882 году в посёлке Ясень. Была отремонтирована в 1904 году. Закрыта в 1951. Использовалась как склад магазина розничной торговли.
В 1967 году была предназначена к сносу. Местный католический приход подал просьбы о согласии властей перенести храм в Бандрув, в 1974 увенчавшиеся успехом. Церковь была разобрана осенью 1974 и восстановлена в Бандруве к середине 1975 года. Правда во время реконструкции была убрана башенка, вмурованная в фундамент церкви. На звонницу был повешен колокол 1769 года с русской надписью.